# ハートブレイク太陽族
「ハートブレイク太陽族」（ハートブレイクたいようぞく）は、1982年7月7日に発売されたスターボー（宇宙三銃士 スターボー名義）のデビューシングル。

## 解説
太陽系第10惑星「スターボー」から脱出し、地球に「A・I（愛）」を伝えるためにやってきた性別不明の3人組アイドルという設定の下で売り出された。
この楽曲の衣装に関しては若き三銃士をイメージした宇宙的なコスチュームが採用され、髪型もこの当時の若年の男性の時流を意識した刈上げのテクノカット、更に態度も無表情・無口と、徹底して性別不明で非人間的なイメージを演出して活動していた。
当初メンバーはそれぞれナカト、イマト、ヤエトと称していたが、全員の名前の語尾に「ト」が入るのは「男らしくするため」という理由があった。
当楽曲では作曲者の細野晴臣が所属していたYMO色の濃いテクノポップやニュー・ウェイヴ的なサウンドと、男目線で書かれた命令口調の歌詞のラブソングが用いられた。またメンバーの歌唱法も意図的にドスの利いた裏声で歌われ、男性的なキャラクターを一層際立たせていた。
なお、当楽曲の作詞を担当した松本隆はスターボーの商業的失敗に関し2000年のインタビューで「全然記憶がない（笑）。多分ね、思い出したくない、早く忘れようっていう自己防衛本能が働いているんだよ。なにがどうなってああなっちゃったんだろう…（中略）…アルバムまで作ったのに売れないっていうのは相当なブラックホールに迷いこんだような、ま、悪夢です（笑）」と自嘲気味に述べていた。

## 収録曲
- 両楽曲共に、作詞：松本隆／作曲・編曲：細野晴臣

1. ハートブレイク太陽族（3分36秒）
2. TOKYOベイ・ブルース（3分32秒）

## 収録アルバム
オリジナルアルバム
- STARBOW 1

オムニバス・その他のアルバム
- テクノ歌謡 ポリドール編 ハートブレイク太陽族
- イエローマジック歌謡曲
- 80’sメモリアル・アイドル ファースト・キッス
- 春子の部屋～あまちゃん 80's HITS～ソニーミュージック編